# (2436) Hatchepsout
(2436) Hatchepsout, désignation internationale (2436) Hatshepsut, est un astéroïde de la ceinture principale.

## Description
(2436) Hatchepsout est un astéroïde de la ceinture principale. Il fut découvert par Cornelis Johannes van Houten, Ingrid van Houten-Groeneveld et Tom Gehrels le 24 septembre 1960 à l'observatoire Palomar. Il présente une orbite caractérisée par un demi-grand axe de 3,179 UA, une excentricité de 0,098 et une inclinaison de 4,1° par rapport à l'écliptique.
Il fut nommé en hommage à Hatchepsout, reine-pharaon, le cinquième souverain de la XVIIIe dynastie de l'Égypte antique.

## Compléments